# Sebastian Nanasi
Algot Sebastian Nanasi, född 16 maj 2002 i Kristianstad, är en svensk fotbollsspelare som spelar för Strasbourg i Ligue 1.
Han har ungerskt påbrå genom sin farfar. Hans far spelade innebandy på klubblagsnivå i Sverige men för Ungern i landslaget.[källa behövs]

## Karriär
Nanasi började spela fotboll i Viby IF och gick därifrån till Kristianstad FC. Sommaren 2018 gick han vidare till Malmö FF:s U19-lag. Den 1 juni 2020 skrev Nanasi på sitt första A-lagskontrakt, ett kontrakt fram till 2021. Samma dag lånades han ut till Varbergs BoIS på ett låneavtal över resten av säsongen. Nanasi gjorde allsvensk debut den 18 juni 2020 i en 1–2-förlust mot IFK Göteborg, där han blev inbytt i den 71:a minuten mot Alibek Aliev.
I december 2021 förlängde Nanasi sitt kontrakt i Malmö FF fram över säsongen 2025. Den 20 juli 2022 lånades Nanasi ut till Kalmar FF på ett låneavtal över resten av säsongen. Det blev en lyckad utlåning för Nanasi som gjorde fem mål och sex assist på 16 allsvenska matcher under hösten.
Den 23 augusti 2024 värvades Nanasi av Strasbourg för 11 miljoner euro, där han skrev på ett femårskontrakt.

## Landslagskarriär
Nanasi debuterade för Sveriges landslag den 9 januari 2023 i januariturnéns första match mot Finland, där han blev inbytt i den 82:a minuten mot Yasin Ayari. Hans första mål i A-landslaget kom mot Estland i träningslandskampen den 12 januari 2024. I sin femte A-landskamp och den första tävlingslandskampen från start, gjorde Nanasi två mål mot Estland den 14 oktober 2024.

## Meriter
Malmö FF
- Allsvenskan: 2021, 2023, 2024
- Svenska Cupen: 2021/2022, 2023/2024
- Årets bästa spelare i allsvenskan 2023, 2024